# Торрелья (Валенсія)
Торрелья (валенс. Torrella, ісп. Torrella) — муніципалітет в Іспанії, у складі автономної спільноти Валенсія, у провінції Валенсія. Населення — 145 осіб (2010).

## Географія
Муніципалітет розташований на відстані близько 310 км на південний схід від Мадрида, 55 км на південь від Валенсії.

## Демографія
Динаміка населення (INE ):

## Галерея зображень

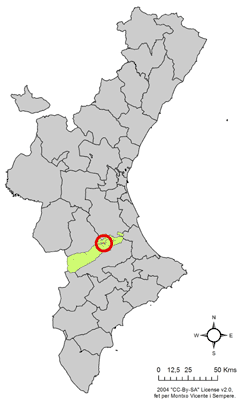
Розташування муніципалітету Торрелья у автономній спільноті Валенсія
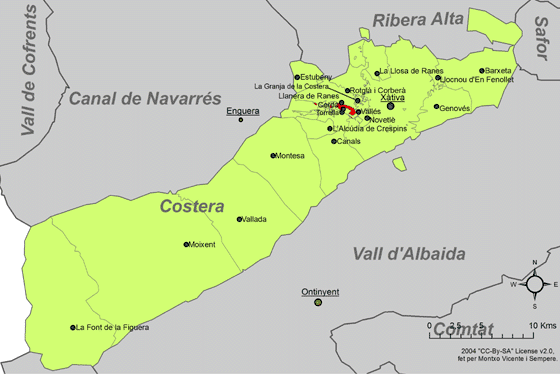
Розташування муніципалітету Торрелья у комарці Ла-Костера